# スポーツ・青少年局
スポーツ・青少年局（スポーツ・せいしょうねんきょく）は、文部科学省に2015年9月30日まであった内部部局の一つ。2001年1月6日の中央省庁再編で文部省と科学技術庁が統合されるのに伴い、文部省体育局が組織変更され発足した。

## 職務
- スポーツの振興
- 学校健康教育の充実
- 青少年の健全育成の推進

## 組織
- 局長
- 主任体育官
- スポーツ・青少年企画課
- スポーツ振興課
- 競技スポーツ課
- 学校健康教育課
- 青少年課
- 参事官（青少年健全育成担当）
- 参事官（体育・青少年スポーツ担当）

## 特筆事項
- 2014年4月1日、「オリンピック・パラリンピック室」、「障害者スポーツ振興室」が設置された[1]。

- 2015年10月1日、スポーツ・青少年局のスポーツ関係部署であるスポーツ・青少年企画課、スポーツ振興課、競技スポーツ課及び参事官（体育・青少年スポーツ担当）を母体にスポーツ庁が設置された。また、同局の青少年課及び参事官（青少年健全育成担当）を生涯学習政策局青少年教育課に、学校健康教育課を初等中等教育局健康教育・食育課への改組が行われた[2]。これによりスポーツ・青少年局は廃止された。

## 歴代スポーツ・青少年局長
（　）内は退任後の経歴
- 遠藤純一郎　2001年1月6日 - 2003年1月10日　（高等教育局長）
- 田中壮一郎　2003年1月10日 - 2004年7月1日　（生涯学習政策局長）
- 素川富司　2004年7月1日 - 2006年7月11日　（内閣官房 知的財産戦略推進事務局長）
- 樋口修資　2006年7月11日 - 2008年7月11日　（放送大学学園理事）
- 山中伸一　2008年7月11日 - 2009年7月14日　（官房長）
- 布村幸彦　2009年7月14日 ‐ 2012年1月6日　（初等中等教育局長）
- 久保公人　2012年1月6日 ‐ 2015年8月4日
- 高橋道和　2015年8月4日 - 2015年9月30日　（スポーツ庁次長）